# Trinity St. Clair
Trinity St. Clair (Redding, California; 3 de febrero de 1990) es el nombre artístico de una actriz pornográfica estadounidense.

## Biografía
Trinity St. Clair nació en febrero de 1990 en la ciudad de Redding, situada en el condado de Shasta, en California. Es única hija de un matrimonio de ascendencia italiana. Se declara abiertamente bisexual.
Entró en la industria pornográfica en 2010, a los 20 años de edad. A partir de su entrada, comenzó a trabajar con compañías como Wicked, Devil's Film, Jules Jordan Video, Hustler, Vivid, 3rd Degree, Diabolic, Brazzers, Lethal Hardcore, Girlfriends Films, Evil Angel, Naughty America, Zero Tolerance, Adam & Eve o New Sensations.
En 2013 consiguió sendas nominaciones en los Premios AVN y XBIZ en la categoría de Mejor actriz revelación.
Repitió pareja de nominaciones al año siguiente en la categoría de Mejor actriz de reparto por su trabajo en la parodia porno de Grease XXX.
Ha grabado más de 430 películas como actriz.
Algunas películas de su filmografía son Anal Spinners, Bigger In Black, Evil Anal 20, Facial Overload, Gangland Cream Pie 22, Good Girls Gone Dirty 2, Lesbian Seductions 39, Naughty Amateurs 5, Sex Starved Nymphs, Starlet of the Year, Teen-ie Titties o Trinity St. Clair's Sexual Odyssey.

## Premios y nominaciones
| Año  | Ceremonia                         | Resultado | Premio                                 | Trabajo                             |
| ---- | --------------------------------- | --------- | -------------------------------------- | ----------------------------------- |
| 2012 | Rogreviews' Critics Choice Awards | Nominada  | Best Newbie                            | —                                   |
| 2013 | Premios AVN                       | Nominada  | Mejor actriz revelación                | —                                   |
| 2013 | Sex Awards                        | Nominada  | Estrella porno del año                 | —                                   |
| 2013 | Premios XBIZ                      | Nominada  | Mejor actriz revelación                | —                                   |
| 2014 | Premios AVN                       | Nominada  | Mejor actriz de reparto                | Grease XXX                          |
| 2014 | Premios XBIZ                      | Nominada  | Mejor actriz de reparto                | Grease XXX                          |
| 2015 | Premios XBIZ                      | Nominada  | Mejor escena de sexo en película gonzo | Evil Anal 20                        |
| 2018 | Premios AVN                       | Nominada  | Mejor escena de sexo transexual        | Transsexual Girlfriend Experience 4 |
| 2021 | Premios AVN                       | Nominada  | Mejor escena de blowbang               | My Wife’s First Blowbang 4          |